# Bukovinka
Bukovinka település Csehországban, a Blanskói járásban. Bukovinka Račice-Pístovice, Bukovina, Ruprechtov, Křtiny, Jedovnice és Hostěnice településekkel határos. Lakosainak száma 641 fő (2024. január 1.).

## Népesség
A település lakosságának változását az alábbi diagram mutatja:
| Lakosok száma | 373  | 407  | 430  | 446  | 391  | 476  | 561  | 582  | 614  | 641  |
|               | 1869 | 1900 | 1921 | 1961 | 1980 | 2011 | 2016 | 2019 | 2021 | 2024 |